# Галенко, Валентин Павлович
Валенти́н Па́влович Галенко (род. 3 марта 1946, Краснодар, СССР) — российский экономист, доктор экономических наук, профессор.

## Образование
В 1970 году окончил Ленинградский финансово-экономический институт им. Н. А. Вознесенского по специальности «Планирование промышленности» (вечернее отделение). В 1983 г. защитил диссертацию на соискание ученой степени кандидата экономических наук, в 1996 г. — доктора экономических наук, тема «Организация управления предпринимательской деятельностью в системе дополнительного профессионального образования».

## Научная деятельность
Профессор В. П. Галенко является автором более 100 научных, научно-методических и учебно-методических работ по менеджменту, экономике труда и управлению персоналом, организации образования.
С 2000 г. председатель диссертационного совета по специальности 08.00.05 «Экономика и управление народным хозяйством (экономика труда)» в СПБГУЭФ — СПБГЭУ .

## Преподавательская и административная работа в высшей школе
С 1974 года работал ответственным исполнителем НИР в научно-исследовательском секторе ЛФЭИ. С 1979 года преподавал на кафедре экономики и научной организации труда ЛФЭИ, почти 15 лет исполнял обязанности декана факультета ЭиНОТ. В 1993—2011 гг. — проректор по дополнительному образованию — директор Высшей экономической школы СПбГУЭФ. С 1993 г. — директор российско-французской программы ЕМВА «Управление предприятием».
В настоящее время — научный руководитель ВЭШ СПбГЭУ.

## Награды
Заслуженный работник высшего профессионального образования России;
Орден Академических Пальм (Кавалер, Франция);
Медаль «В память 300-летия Санкт-Петербурга».

## Членство в организациях
Член Совета Российской ассоциации бизнес-образования (РАБО);
Действительный член Социологической академии;
Член Санкт-Петербургской инженерной академии;
Член-корреспондент Академии менеджмента и рынка.

## Основные научные труды
- Как эффективно управлять организацией? — СПб., Питер, 2003.
- Бизнес-планирование: Создание успешного бизнес-плана на предприятии. — СПб., Питер, 2004.
- Тренинг в системе бизнес-образования. — М.: Дополнительное профессиональное образование, 2005.
- Бизнес-планирование в условиях открытой экономики. — М.: Академия, 2005.
- Управление персоналом лидерство, мотивация, процедуры, эффективная команда. Учебное пособие. — СПб., 2009.